# Falsischnolea apicalis
Espèce
Falsischnolea apicalis est une espèce de coléoptères de la famille des Cerambycidae. Elle a été décrite par Ubirajara Martins (d) et Maria Galileo (d) en 2001.